# الکساندرا (فیلم)
الکساندرا (روسی: Александра) فیلمی به کارگردانی الکساندر سوکوروف محصول سال ۲۰۰۷ در مورد جنگ دوم چچن است. این فیلم در جشنواره فیلم کن ۲۰۰۷ نامزد نخل طلایی شد.